# 慈禧秘密生活
《慈禧秘密生活》是1995年的香港清裝劇情片，別名《暗宮》。劇情描述惠玉蘭獲選入宮後，因家貧無法賄賂太監們而飽受他人欺侮；後經過恭親王奕訢指點，了解宮中的殘酷與生存法則，於是積極爭取皇上寵愛鞏固自身勢力，並心狠手辣剷除異己，一步步走向權力顛峰，利用幼主以母后身分垂簾聽政，成為中國歷史上最後一位女皇慈禧太后。另外，由於各地剪輯不盡相同，有多個版本。雖然此片為歷史劇情電影，不過其中史實、非史實、軼聞相互混雜，但也因此劇情得以兼具歷史和趣味。

## 故事簡介
|  | 與其說宣統是中國最後一個皇帝，倒不如說中國最後一個女皇是慈禧。 |

惠玉蘭被選為貴人入宮，卻因為家貧以及不懂宮中潛規則，未賄賂太監而遭到冷落、欺侮，皇上召幸後也不留龍種，使玉蘭很絕望、難過。
一次，玉蘭遇到進宮前認識的恭親王奕訢，奕訢指點她宮中的生存法則。玉蘭終於了解宮中生活的殘酷，認知到唯有獲得皇上寵愛才可高枕無憂。
母喪時，玉蘭藉回家之便，到青樓學習如何擄獲男人的心。這時玉蘭已從少不更事的小女孩變得嫵媚動人、心狠手辣。重新回宮，果然得到皇上寵愛，聲勢愈來愈大，更產下皇子，獲封懿貴妃。
咸豐皇帝因為長久以來動盪不安的國事病亡，慈禧聯合奕訢鬥垮囂張跋扈的八大臣。因為幼主年幼，慈禧與慈安共同執政。不久，慈禧毒死了慈安，排擠奕訢，從此掌握至高無上的權力。

## 演員表
| 演員   | 角色   | 粵語配音                                       | 人物簡介                                                                             |
| 邱淑貞 | 慈禧   | 邱淑貞 (在DVD和高清修復版本，改為由何錦華配音) | 孝欽顯皇后 色誘奕訢，令其鬥垮囂張跋扈的八大臣 最后成為慈禧太后                       |
| 梁家輝 | 奕訢   | 朱子聰                                         | 恭親王 受慈禧的色誘而鬥垮囂張跋扈的八大臣 最后被慈禧除去議政王職務，但並沒有被其殺害 |
| 榮光   | 奕詝   | 陳欣                                           | 咸豐皇帝 后來因動盪不安的國事而病逝                                                  |
| 周嘉玲 | 慈安   |                                                | 孝貞顯皇后 后被慈禧暗中毒死                                                          |
| 翁虹   | 麗妃   | 沈小蘭                                         | 莊靜皇貴妃 因在多年前把慈禧的寵物冬冬煮了而被慈禧派人放進大煲裏煮死                  |
| 苑瓊丹 | 大妞   | 苑瓊丹                                         | 負責在宮中通渠的宮女                                                                 |
| 陳國邦 | 安德海 | 陳國邦                                         | 小安子                                                                               |
| 谷峰   | 肅順   | 周志輝                                         | 囂張跋扈的八大臣之一 最后被慈禧處死                                                  |
| 劉洵   | 載垣   | 高翰文                                         | 囂張跋扈的八大臣之一 最后被慈禧處死                                                  |
| 卢雄   | 端华   | 楊捷康                                         | 囂張跋扈的八大臣之一 最后被慈禧處死                                                  |
| 夏萍   |        | 黃鳳英                                         | 惠玉蘭母                                                                             |
| 雷達   | 郭公公 |                                                | 儲秀宮管理者                                                                         |
| 李名煬 |        |                                                | 方丈                                                                                 |
| 錢軍   | 雲貴人 |                                                | 受麗貴人指使，將玉蘭的貓拿去煮，被玉蘭用針插死                                       |

## 分級制度
| 國家／地區 | 級別   |
| 香港       | 三級片 |

## 外部連結
- 開眼電影網上《慈禧秘密生活》的資料（繁體中文）
- AllMovie上《慈禧秘密生活》的资料（英文）
- 爛番茄上《慈禧秘密生活》的資料（英文）
- 香港影庫上《慈禧秘密生活》的資料（繁體中文）
- 互联网电影数据库（IMDb）上《慈禧秘密生活》的资料（英文）